# Lahn
Lahn je řeka v Německu, přičemž postupně protéká třemi spolkovými zeměmi. Pramení na jihu Severního Porýní-Vestfálska, přičemž touto spolkovou zemí protéká jen krátce. Již brzy překračuje hranici s Hesenskem a potom protéká Porýní-Falc, než jižně od Koblenze u města Lahnstein ústí do zprava Rýna. Délka řeky je 242 km. Plocha jejího povodí měří 5964 km².

## Průběh toku
Pramení v pohoří Rothaargebirge u města Netphen a převážnou část toku teče přes pohoří Rheinisches Schiefergebirge v členité kotlině. Zpočátku teče východním směrem, přičemž protéká na vestfálské straně městečkem Bad Laasphe a na hesenské straně městem Biedenkopf. Severně od univerzitního města Marburg, kde do ní ústí řeka Ohm, se stáčí na jihozápad. U univerzitního města Gießen se obrací ještě více k západu a protéká Wetzlarem a residenčním městem Weilburg. Za Weilburgem se Lahn stáčí prudce na jih a u vesnice Aumenau její tok vytváří téměř pravý úhel, poté pokračuje dále na západ. Hned za biskupským městem Limburg vstupuje Lahn do Porýní-Falcu, protékajíc hraběcí město Diez. Zde začíná malebné lahnské údolí, kde se nacházejí romantické vesnice a města jako Nassau či Bad Ems. Lahnstein je posledním městem, které Lahn míjí před svým ústím do Rýna. Od Wetzlaru tvoří Lahn přírodní hranici mezi pohořími Taunus (jižně) a Westerwald (severně).

## Vodní režim
Průměrný průtok vody v ústí činí 57 m³/s. V zimě a na jaře dochází k povodním.

## Využití
V délce 148 km od ústí do města Gießen je řeka regulovaná zdymadly, jež umožňují vodní dopravu. Na řece leží města Marburg, Gießen, Wetzlar, Limburg an der Lahn a na dolním toku lázně Bad Ems.

### Kultura

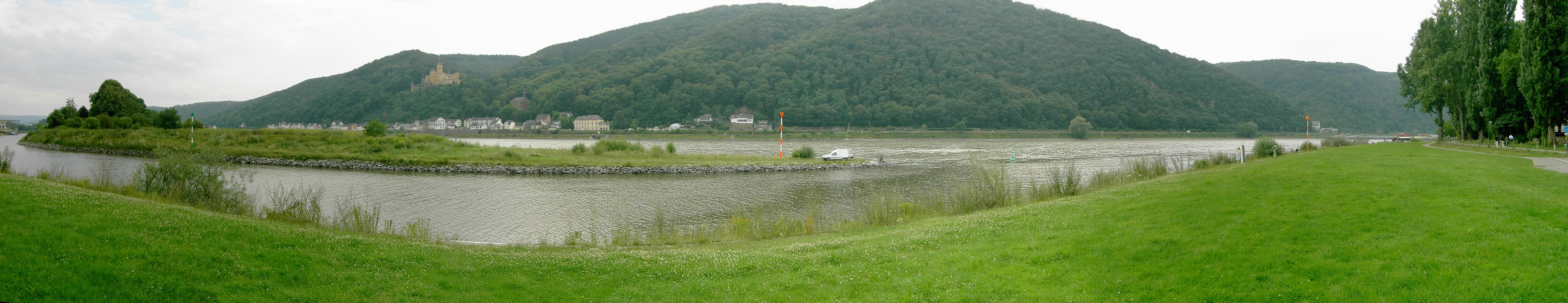
Řeka Lahn vtékající do Rýna u Niederlahnsteinu

Známá lidová píseň „Stojí hospoda na Lahně“ zpívá o hospodě, kde se zastavují pocestní a jejíž paní hostinská má krásnou dceru. V písni se však neudává, o kterou hospodu jde. V městech Marburg a Lahnstein, jakož i ve vesnici Dausenau u města Bad Ems, jsou staré hospody, které si dělají nárok na to být oním opěvovaným hostincem.